# Stadt-Land-Verbund
Ein vom Gießener Geografen Winfried Moewes in den späten 1970er und frühen 1980er Jahren für die Raumordnung entwickeltes geografisches Nutzungsmodell. Dieses Leitbild der Landnutzung basiert auf einem auf der Humanökologie aufbauenden Ansatz der Lebensraumgestaltung, welcher menschliche Bedürfnisse raumwirksam in den Mittelpunkt rückt und daraus ein für die Regionalentwicklung nutzbares Modell ableitet, das das Verhältnis von Mensch und Raum auf dieser Basis neu definiert. Der Stadt-Land-Verbund möchte die Vorteile städtischer Bezüge mit denen der ländlichen Lebenswirklichkeit durch ein Ineinanderwirken von Geofaktoren planbar machen. Den Bewohnern soll der Zugang sowohl zu städtischen Angeboten wie auch zu denen des ländlichen Raumes geboten werden, ohne dass lange Wege zurückgelegt werden müssen.

## Ausgangslage
Moewes sieht Menschen, die in Verdichtungsräumen leben, durch ungünstige Wohnbedingungen belastet sowie durch Dichtestress, mangelnden Bewegungsraum und durch das Fehlen naturnaher Elemente im Wohnumfeld, so dass der Wunsch nach dem Eigenheim im Grünen manifest wird, der eine Wanderungswelle hinaus aus der Stadt ins Umland auslöst, wo wiederum ein hoher Flächenverbrauch durch teilweise monotone Eigenheimsiedlungen stattfindet.

## Elemente des Stadt-Land-Verbundes
Moewes fordert stattdessen räumliche Existenzbedingungen zu schaffen, die zum Menschen passen und seiner Entfaltung förderlich sind. Der Mensch bringe genetisch vorprogrammierte Dispositionen seines raumbezogenen Verhaltens mit. Dazu bedürfe er geeigneter räumlicher Voraussetzungen, also einen geschützten Individualraum, der ihn vor Dichtestress bewahrt und ungestörtes Alleinsein ermöglicht, andererseits aber auch Räume für die Begegnung, um seinen Kommunikationsbedürfnissen nachkommen zu können. Daraus werden Leitvorstellungen für eine zuträgliche Umgebung abgeleitet, „die begünstigen, dass sich entsprechend der jeweiligen gebietlichen Voraussetzungen vielgestaltige Systeme der Flächennutzung herausbilden, die dem Menschen diffenzierteste Nutzungsmöglichkeiten eröffnen.“ Dieses Leitbild, das er als wohltuend und funktionsgerecht bezeichnet, sieht er im Stadt-Land-Verbund verwirklicht.

### Verfingerung herstellen
Ihm schwebt ein sich wechselseitig ergänzendes, vielfältiges Siedlungsmodell vor, das ein gegliedertes Stadt-Land-Mosaik im Sinne einer wechselseitigen Verfingerung entstehen lässt. Dabei soll der ländliche Raum (Wiesen, Felder, Waldbereiche) in die dichter verstädterten Räume hineinfingern, umgekehrt sollen Achsen und Zellen stärkerer Besiedlung in den weniger belasteten ländlichen Raum hinausgreifen. Die Stadt müsse sich, so Moewes, mit dem Grün verflechten, müsse durch Grün gegliedert werden, dürfe es nicht abdrängen.

### Stadt-Land-Gegensatz auflösen
Der latente Gegensatz zwischen Stadt und Land wird durch intensive funktionale Ergänzung und eine wohldurchdachte Mischung der Flächen ausgeglichen. Es entsteht ein gemeinsamer Verbund, der die Vielfalt von Nutzungsmöglichkeiten bei kurzen Entfernungen realisiert. Damit werden jedem Einzelnen bessere Möglichkeiten zur Entfaltung und Selbstverwirklichung geboten ohne die Nachteile von Dichtestress und ländlicher Vereinzelung.

### Nutzungskonflikte verringern
Eine ungeordnete Vermischung unterschiedlicher Landnutzungen gilt es zu vermeiden. Nutzungskonflikte können durch klare Gliederung verringert werden. Ziel des Modells ist die ausgewogene räumliche Darstellung sich ergänzender Landnutzungskategorien. Monotone Nutzungsbereiche werden verhindert, Waldgebiete und Landschaftsräume vielfältiger nutzbar gemacht und ihre Erreichbarkeit (vorzugsweise im Individualverkehr) verbessert. Grenzertragsböden in Mittelgebirgslagen könnten vermehrt dem Zweck des Freizeitwohnens zugeführt zu werden (Zweitwohnsitze von Großstädtern).

### Wahlmöglichkeiten anbieten
Im planerischen Vorhalten verschiedener Wohnalternativen sieht Moewes ein zentrales Element seines Modells. Sein Anliegen ist, die Menschen in die Lage zu versetzen, eine auf ihren Wohnwünschen basierende Bewertung vorzunehmen, damit sie innerhalb eines Stadt-Land-Verbundes aus einer Vielzahl unterschiedlicher Wohnformen ihre Auswahl treffen können. Die Möglichkeit, verdichtet in den Stadtzentren zu wohnen soll ebenso gegeben sein wie ein Leben in stadtnahen Reihenhäusern oder in Einzelhausbebauungen in ländlichen Gegenden. 

### Gesellschaftlichen Wandel abbilden
In das Modell eingearbeitet ist der stete Wandel von Zielen und Erwartungen seitens der Bevölkerung. Insgesamt seien Geofaktoren abhängig von der Gewichtung durch die jeweils lebende Gesellschaft. Die sich ständig verändernden technologischen und ökonomischen Faktoren stellen die Grundlage von Ansprüchen dar, die die Menschen an ihr Lebensumfeld stellen. Daraus lässt sich eine zentrale Anforderung an die Gestaltung des Planungsraums ableiten, dessen lebensräumliches Potential gesichert und in-Wert-gesetzt werden soll. 

### Regionales Potential ausschöpfen
Jede Region erhält im Zuge des Planungsprozesses eine auf sie bezogene ausdifferenzierte Ausstattung – sowohl auf städtischem Niveau wie auch hinsichtlich ihrer lebensräumlichen Vielfalt. Die Region sollte weder zu dünn noch zu dicht besiedelt sein. Nicht erforderlich ist, dass alle Einrichtungen traditionell städtischer Ausstattung an einem großstädtischen Knoten konzentriert sind. Auch eine „urbanisierte Region“ biete das Maß an Urbanität, das städtische und ländliche Elemente so miteinander verflechtet, dass nicht nur dem besonderen regionalräumlichen Potential Rechnung getragen wird, sondern auch die absehbaren räumlichen Entwicklungstendenzen abgebildet werden.

## Aufgabe der Regionalplanung
Planerische Anstrengungen müssten darauf gerichtet werden, in ländlichen Gebieten eine begrenzte Konzentration herbeizuführen, auf der anderen Seite in städtischen Gebieten eine Auflockerung und gebündelte Streuung der Bebauung. Dies schließt die wohlabgestimmte, leitbildgerechte Flächennutzungsplanung auch über Gemeindegrenzen hinweg ein. Als raumplanerisches Instrument dient Moewes eine an Kurz und Langfristzielen gleichermaßen ausgerichtete gebietliche Flächennutzungs- und Regionalplanung.
Deren Aufgabe ist es, in der Region eine Vielzahl von Raumnutzungsoptionen abzubilden, gleichzeitig die Anbindung an die Zentren (zwecks Arbeiten, Einkaufen, Kulturgenuss etc.) herzustellen und auf der anderen Seite Landschaftsräume zugänglich zu halten, damit bestehende (und sich weiter entwickelnde) Freizeit und Erholungsbedürfnisse befriedigt werden können (auch um Abwanderungen in besser ausgestattete Nachbarregionen abzuwenden). 
Moewes ist überzeugt, dass ein planvoll durchmischter Verbund auf der Grundlage dieses Modells der Bandbreite individueller und gruppenspezifischer Bewertungen und Erwartungen an den Lebensraum am besten gerecht wird.

## Best Practice Beispiele
Seinen Stadt-Land-Verbund sieht Moewes im Großraum Columbia bei Washington (USA) ebenso verwirklicht wie in Tapiola bei Helsinki. Hier sei ein feingliedriger Stadt-Land-Verbund als städtebauliche Idee umgesetzt worden, städtische und ländliche Elemente stünden beispielhaft miteinander in Verbindung, was den Freizeit- und Wohnwert dieser Stadtregionen aufgewertet hätte. Zudem weist er auf historische Beispiele des Stadt-Land-Verbundes hin, wie die römerzeitliche Villenkultur und städtisch-ländliche Verbundformen in einzelnen europäischen Staaten in vergangenen Jahrhunderten, zum Beispiel auf das Konzept der Gartenstadt von Ebenezer Howard.

## Modellregion Mittelhessen
Von Moewes wird der Raum Mittelhessen als „Modellfall für funktionsgerechte Lebensraumgestaltung“ vorgeschlagen, da hier verstädterte Räume und stärker ländlich-geprägte Gebiete im näheren Umland vorhanden sind. Eine relativ günstige Verteilung der Siedlungen bildet die Grundlage für eine Regionalplanung, die städtische und ländliche Räume feingliedrig miteinander verbindet. Der Planungsraum ist durch eine polyzentrische Struktur gekennzeichnet, die in Teilräumen ein städtisches Angebot ohne unzumutbare Entfernungen aus den ländlichen Rändern aufweist. Die Ausdehnung der Modellregion umfasst 100 km in ostwestlicher Richtung (vom Hohen Westerwald bis zum nördlichen Vogelsberg) sowie 50 km in Nord-Süd-Richtung (vom Burgwald bis zu den Ausläufern der Wetterau). Das Gebiet schließt nur wenige extrem abgelegene Räume ein. Seine Besiedlungsdichte entspricht etwa dem Bundesdurchschnitt. Die zentrale Lage der Region in der Mitte Deutschlands besteht in der Nähe zum Rhein-Main-Gebiet im Süden und zum Kasseler Raum im Norden. Ein Autobahnkreuz ist vorhanden, ebenso eine gute Einbindung in den überregionalen öffentlichen Verkehr. 
Die in der Modellregion liegenden Mittelstädte Gießen, Marburg, Wetzlar bieten differenzierte Versorgungsangebote mit höherwertigen Leistungen. Die Versorgung der Bevölkerung wird nicht durch größere Städte allein, sondern auch durch die relativ gleichmäßige Verteilung gut ausgestatteter Kleinstädte gewährleistet. Als Vorteil bewertet Moewes das Fehlen eines einzigen dominierenden Großzentrums, auf das alle Verkehrswege und Verflechtungen ausgerichtet sind. Auch Industrie und Dienstleistungen sind nicht auf einen Standortbereich konzentriert, sondern auf mehrere Zentren innerhalb der Region verteilt.
Ländliche Siedlungen sind in geringer Entfernung zu den Städten vorhanden, diese bieten gute Voraussetzungen zur Ausweitung bodennahen Wohnens. Die Region kann also genügend Bauland für ihre Bevölkerung bereitstellen.
Die besiedelten Bereiche sind von agrarisch und forstwirtschaftlich genutzten Flächen durchzogen und greifen teilweise tief in die Stadträume hinein. Die Ansätze einer planerisch engeren Verflechtung ländlicher und städtischer Elemente sind somit gegeben, was zahlreiche ergänzende Nutzungen ermöglicht. Nirgends ist es für die Stadtbevölkerung sehr weit bis zum Freizeit- und Erholungsraum. Andererseits ist für die in der Landwirtschaft tätigen Menschen ein städtisches Angebot vorhanden, das in gleicher Weise nicht unzumutbar weit entfernt liegt.
Naturräumlich bietet die Region einen Wechsel von Mittelgebirgen mit Tallagen, Senken und Becken, woraus ein vielfältiges landschaftliches Erscheinungsbild entsteht, das durch unterschiedliche Formen der Landnutzung auf relativ engem Raum gekennzeichnet ist.
Als Nachteile der Planungsregion identifiziert Moewes deren teilräumliche, wirtschaftsstrukturelle Schwächen und weist auf periodische ansteigende Arbeitslosenraten hin (Stand Ende der 1970er Jahre) sowie auf die an manchen Orten bestehenden Disharmonien zwischen gegenwärtiger Nutzung und den natürlichen Voraussetzungen. Als Beispiel führt er meteorologische Inversionslagen an, die z. B. im dicht besiedelten Lahn- und Dilltal auftreten, wo stellenweise eine hohe Befrachtung der Luft mit Verunreinigungen (so im Raum Wetzlar) festzustellen ist. Außerdem verweist er auf hohe Schwülewerte in verschiedenen, wenig durchlüfteten Talzügen sowie auf häufige Nebellagen, die durch eine zum Teil beeinträchtigte Frischluftzirkulation bedingt sind. 
Das aktuelle Verhältnis zwischen vorgefundenen Umweltbedingungen und der aktuellen Raumnutzung sieht Moewes für seine Modellregion als teilweise unbefriedigend an. Jedoch könne durch Ausweisung gewerblicher Schwerpunkte (z. B. in Kleinstädten im ländlichen Bereich) im Planungsprozess eine teilräumliche Verbesserung der Wirtschaftsstruktur erreicht werden. Auf der Vielfalt der räumlichen Nutzungsmöglichkeiten der Region Mittelhessen aufbauend, sieht der Wissenschaftler modellhafte Entwicklungsperspektiven, diese Region zu einem Auffang- und Entlastungsraum machen können, ohne dass Verdichtungsschäden auftreten – und ohne die intakte Landschaft zu schädigen.